# Straight to DVD
| Recensione | Giudizio |
| ---------- | -------- |
| AllMusic   | [ 1 ]    |

Straight to DVD è il primo album dal vivo del gruppo musicale statunitense All Time Low, pubblicato il 25 marzo 2010 dalla Hopeless Records. Contiene l'esibizione del 4 dicembre 2009 all'Hammerstein Ballroom di New York.

## Tracce
1. Intro – 1:29
2. Lost in Stereo – 3:29
3. Stella – 2:58
4. Break Your Little Heart – 4:38
5. Six Feet Under The Stars – 4:13
6. A Party Song (The Walk of Shame) – 4:14
7. Jasey Rae – 4:03
8. Poppin' Champagne – 4:55
9. Remembering Sunday (feat. Juliet Simms) – 5:09
10. Therapy – 6:01
11. Coffee Shop Soundtrack (feat. Travis Clark) – 5:56
12. Weightless – 4:06
13. Too Much – 7:19
14. Damned if I Do Ya (Damned if I Don't) – 4:16
15. Dear Maria, Count Me In – 6:46

La Standard Edition include:
- 1 CD contenente la piena sessione audio dello show a New York.
- 1 DVD contenente il "Documentary and Live NYC show", il video del live show, e diverse scene tagliate.
- Il nome di tutti i membri dell'All Time Low fan club stampato nel booklet a marzo 2010.